# Trifluorur de nitrogen
Trifluorur de nitrogen és el compost inorgànic amb la fórmula NF₃.
Aquest compost de fluor i nitrogen és incolor, inodor i un gas no inflamable. Té un ús creixent en la microelectrònica. El fluorur de nitrogen és un gas amb efecte d'hivernacle extremadament potent.

## Síntesi i reactivitat
El trifluorur de nitrogen és un rar exemple d'un flúor binari que es pot preparar directament dels elements només en condicions molt poc freqüents, com ara descàrrega elèctrica. El 1903, Otto Ruff preparà trifluorur de nitrogen per l'electròlisi d'una barreja fosa de fluorur d'amoni i fluorur d'hidrogen.Va resultar ser molt menys reactiu que els altres trihalurs de nitrogen triclorur de nitrogen, tribromur de nitrogen i triiodur de nitrogen, tots ells explosius. Sols entre els trihalurs de nitrogen té una entalpia negativa de formació. Avui, es prepara tant per reacció directa d'amoníac i flúor com per una variació del mètode de Ruff. Es subministra en cilindres pressuritzats.

### Reaccions
NF3  és lleugerament soluble en aigua sense experimentar reacció química. No és bàsic amb un baix moment dipolar de dipòsit de 0,340 D. En canvi, l'amoníac és bàsic i altament polar (1.47 D). Aquesta diferència sorgeix dels àtoms de flúor que actuen com a grups d'extracció d'electrons, atraient essencialment tots els electrons de parells solitaris a l'àtom de nitrogen. NF₃ és un potent però lent oxidant.
Oxiditza el clorur d'hidrogen al clor:
2 NF₃ + 6 HCl → 6 HF + N₂ + 3 Cl₂
Es converteix a tetrafluorohidrazina després del contacte amb metalls, però només a altes temperatures:
2 NF₃ + Cu → N₂F₄ + CuF ₂
NF₃ reacciona amb flúor i pentafluorur d'antimoni per donar la sal tetrafluoroamoni:
2 NF₃ + Cu → N₂F₄ + CuF₂
NF₃ reaccciona amb fluor i pentafluorur d'antimoni per donar la sal tetrafluoroamoni
NF₃ + F₂ + SbF₅ → NF+
4SbF−
6

## Aplicacions
El trifluorur de nitrogen s'utilitza en el gravat de plasma de les oblies de silici. Actualment, el trifluorat de nitrogen s'utilitza predominantment en la neteja de les cambres de plasma basat en el vapor químic per plasma (PECVD) en la producció de gran volum de pantalles de cristall líquid i cèl·lules solars de pel·lícula prima a base de silici. En aquestes aplicacions, NF₃ es descompon inicialment "in situ" per un plasma. Els fluids resultants són els agents de neteja actius que ataquen el polisilicònic, nitrur de silici i òxid de silici. El trifluorur de nitrogen també es pot utilitzar amb tungstè produït per CVD. NF₃ ha estat considerat com un substitut preferible per al medi ambient de l'hexafluorur de sofre o perfluorocarbonis tal com hexafluoroetà.
La utilització de processos de les substàncies químiques aplicades en processos de plasma és normalment inferior al 20%.
Per tant, alguns dels PFC i també alguns dels NF ₃ sempre escapen cap a l'atmosfera. Els sistemes moderns de reducció de gas poden disminuir aquestes emissions.
El flúor elemental s'ha introduït com un substitut ecològic per al trifluorur de nitrogen en la fabricació de pantalles planes i cel·les solars de pel·lícula prima.
El trifluorur de nitrogen també s'utilitza en làsers de fluorur d'hidrogen i làsers de fluorur de deuteri, que són tipus de làser químic. Es prefereix gas flúor a causa de les seves propietats de manipulació convenients, que reflecteixen la seva considerable estabilitat.
És compatible amb acer i Monel, així com diversos plàstics.

## Gas amb efecte hivernacle
NF
3 és un gas amb efecte d'hivernacle, amb un potencial global d'escalfament (GWP) 17.200 vegades més gran que el diòxid de carboni S'estima que té una mitjana de vida a l'atmosfera de 740 anys, altres estudis diuen 550 anys.